# Kiskakukk
A Kiskakukk (eredeti cím: Кукушка, Kukushka, angol cím: The Cuckoo) 2002-ben készült orosz film, a 2002-es Nyika-díj elnyerője.

## Cselekmény
1944-ben, a Folytatólagos háború végén Veikko, a finn lövész és Kartuzov, a szovjet tiszt váratlanul egyedül találja magát a messzi Lappföldön. Veikkot és Kartuzovot is halálra ítélnék saját fölöttesei, ám másként alakulnak a dolgok, egy fiatal számi özvegyasszony, Anni veszi a gondjaiba őket, kinek a férjét még 1940-ben elvitték katonának a finnek, és azóta egymagában élt. A bizarr helyzetben egy még bizarrabb szerelmi háromszög fejlődik.
A film különlegessége, hogy a szereplők mindvégig az anyanyelvükön beszélnek, tehát egymást egyáltalán nem értik. A finn, a számi és az orosz nyelv egyaránt hallható (a film elején néhány német szó is elhangzik, mert Veikko szakaszában van két német katona is, bár a parancsnok finn). A nyelvvel együtt az egyenruhákat is érdemes figyelni, akin sas van, az német. Veikkóra azért adat Waffen-SS hegyivadász (havasi gyopáros) egyenruhát a hadnagya, hogy ne tudja magát megadni, azokból ugyanis a szovjetek nem ejtettek foglyot, ráadásul erős szimbolikus jelentése is van, hogy levetetik vele a finn egyenruhát.

## Szereplők
| Színész              | Szereplő      |
| -------------------- | ------------- |
| Anni-Kristiina Juuso | Anni          |
| Ville Haapasalo      | Veikko        |
| Viktor Bychkov       | Ivan Kartuzov |